# Jaromír Blažek
Jaromír Blažek (Brno, 29 de dezembro de 1972) é um ex-futebolista tcheco que atuava como goleiro.

## Carreira
Jaromír Blažek representou a Seleção Checa de Futebol, na Eurocopa de 2004.  Ele tambme foi convocado para a Copa do Mundo FIFA de 2006.

## Títulos
Viktoria Žižkov
- Copa da República Tcheca: 1994

Slavia Praga
- Campeonato Tcheco de Futebol: 1996

AC Sparta Praha
- Campeonato Tcheco de Futebol: 2000, 2001, 2003, 2005, 2007
- Copa da República Tcheca: 2004, 2006, 2007